# Златист късокрил бръмбар
Златистите късокрили бръмбари (Emus hirtus) са вид насекоми от семейство Късокрили бръмбари (Staphylinidae).
Таксонът е описан за пръв път от Карл Линей през 1758 година.